# مايكل هوفمان
مايكل هوفمان (بالإنجليزية: Michael Hoffman (congressman))‏ (و. 1787 – 1848 م) هو سياسي، ومحام من الولايات المتحدة الأمريكية .
وهو عضو في الحزب الديمقراطي الأمريكي .